# El coraje del pueblo
El coraje del pueblo es una película boliviana de 1971 dirigida por Jorge Sanjinés, y protagonizada por Domitila de Chungara, Eusebio Gironda, Federico Vallejo y Felicidad Coca García.

## Sinopsis

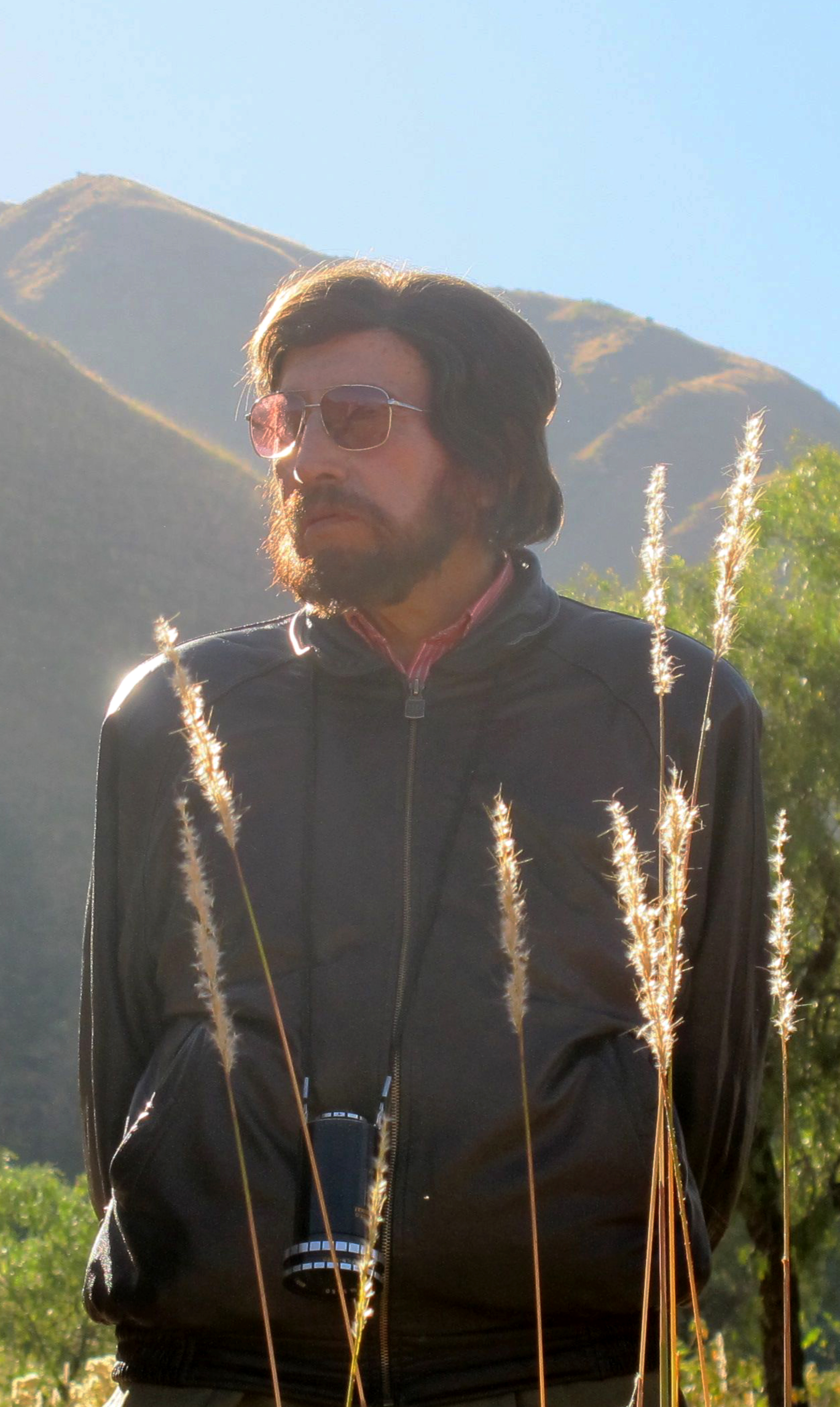
Jorge Sanjinés dirigió el filme

La película relata las masacres acaecidas antes y después de la Revolución boliviana, enfocándose en la noche de San Juan durante el gobierno del dictador René Barrientos Ortuño. Los protagonistas -de los cuales algunos vivieron en carne propia los hechos- relatan sus experiencias en medio de esta agitada etapa del país suramericano en la que las fuerzas represoras de Barrientos cometieron todo tipo de atrocidades con el pretexto de sofocar el movimiento subversivo inspirado en la figura del Che Guevara.

## Reparto
- Domitila de Chungara
- Eusebio Gironda
- Federico Vallejo
- Felicidad Coca García